# Chenoderus tricolor
Chenoderus tricolor là một loài bọ cánh cứng trong họ Cerambycidae.